# The End of the World Party
The End of the World Party è il secondo album in studio del gruppo musicale electronicore statunitense I See Stars, pubblicato il 22 febbraio 2011 dalla Sumerian Records.

## Tracce
1. The End of the World Party – 3:16
2. Over It – 3:51
3. Still Not Quite Enough – 3:35
4. Wonderland – 2:29
5. Home for the Weekend – 3:19
6. It Will Be Up (High School Never Ends) – 3:33
7. Upside Down – 3:51
8. The Common Hours II – 2:55
9. Where I Let You Down (Numb) – 3:00
10. Glow – 2:56
11. Pop Rock & Roll – 4:49

## Formazione
- Devin Oliver - voce melodica
- Brent Allen - chitarra solista
- Jimmy Gregerson - chitarra ritmica
- Jeff Valentine - basso
- Andrew Oliver - batteria, percussioni
- Zach Johnson - voce death, tastiera, sintetizzatore, programmazione